# Mauricio Gómez Amín
Mauricio Gómez Amín (Barranquilla, 26 de septiembre de 1982) es un abogado y político colombiano miembro del Partido Liberal.  
Se desempeñó como edil de Barranquilla entre 2004 y 2007, dos veces concejal de Barranquilla entre 2008 y 2013, representante a la Cámara por el departamento del Atlántico 2014 - 2018, y desde 2018 es senador de la República de Colombia y vocero de la bancada en el senado. 
Fue cabeza de lista a nivel nacional en las elecciones al senado por el Partido Liberal, primera vez que alguien oriundo de la Región Caribe asume esa posición.

## Biografía
Mauricio Gómez Amín estudió secundaria en el colegio Marymount en Barranquilla y su carrera universitaria en la Universidad del Norte, obteniendo el título de abogado y de especialista en Derecho público.

### Carrera política
A la par con sus estudios universitarios, Gómez Amin empezó su carrera pública a los 24 años como edil de Barranquilla. Luego, fue concejal de Barranquilla en dos ocasiones, y en desarrollo de este cargo apoyo la construcción de pasos y camino para el sistema de salud de la ciudad y los megacolegios en las cinco localidades.

#### Congresista
En las elecciones legislativas de Colombia de 2014, Mauricio Gómez fue elegido miembro de la Cámara de Representantes de Colombia por el departamento del Atlántico. En ejercicio de ese cargo adelantó los debates de control político que obligaron al gobierno nacional a tomar la decisión de intervenir a la empresa Electricaribe.
Es Senador de la República desde 2018, ha radicado proyectos que buscan la protección animal e incentivar el emprendimiento en Colombia. Pertenece a la comisión III de asuntos económicos y a la comisión de ordenamiento territorial.